# الانتخابات الرئاسية التركية 1989
الانتخابات الرئاسية التركية لسنة 1989 جرت بتاريخ 20 أكتوبر 1989، حيث اجتمعت الجمعية الوطنية الكبرى لاختيار رئيس الجمهورية خلفا للرئيس كنعان أورن. ترشح مرشحيين من نفس الحزب وهم رئيس الوزراء توركوت أوزالو فتحي شيلكباش الوزير السابق وعضو البرلمان عن منطقة بوردور. لم يحصل أحد منهم على أغلبية الثلثين على طول جلستين، وفي جلسة 31 أكتوبر الثالثة أسفر عن انتخاب توركوت أوزال بالأغلبية المنصوص عليها قانونا وإعلانه رئيسا للجمهورية لفترة 7 سنوات.

## التصويت
| إنتخاب رئيس الجمهورية التركية 20 أكتوبر إلى 31 أكتوبر 1989                      | إنتخاب رئيس الجمهورية التركية 20 أكتوبر إلى 31 أكتوبر 1989 | إنتخاب رئيس الجمهورية التركية 20 أكتوبر إلى 31 أكتوبر 1989 | إنتخاب رئيس الجمهورية التركية 20 أكتوبر إلى 31 أكتوبر 1989 | إنتخاب رئيس الجمهورية التركية 20 أكتوبر إلى 31 أكتوبر 1989 |
| ------------------------------------------------------------------------------- | ---------------------------------------------------------- | ---------------------------------------------------------- | ---------------------------------------------------------- | ---------------------------------------------------------- |
| عدد أعضاء المجلس                                                                | عدد أعضاء المجلس                                           | عدد أعضاء المجلس                                           | عدد أعضاء المجلس                                           | 450                                                        |
| الغائبون عن التصويت                                                             | الغائبون عن التصويت                                        | الغائبون عن التصويت                                        | الغائبون عن التصويت                                        | 165                                                        |
| عدد الجولة ويوم الإقتراع                                                        | عدد الجولة ويوم الإقتراع                                   | ج20/1أكتوبر                                                | ج24/2أكتوبر                                                | ج31/3أكتوبر                                                |
| المترشح                                                                         | الإنتماء الحزبي                                            | النتيجة                                                    | النتيجة                                                    | النتيجة                                                    |
| توركوت أوزال                                                                    | حزب الوطن الأم                                             | 247                                                        | 256                                                        | 263                                                        |
| فتحي شيلكباش                                                                    | حزب الوطن الأم                                             | 18                                                         | 17                                                         | 14                                                         |
| إبطــال الصـوت                                                                  | إبطــال الصـوت                                             | 20                                                         | 11                                                         | 8                                                          |
| عدد الأعضاء الحاضرين للجلسة                                                     | عدد الأعضاء الحاضرين للجلسة                                | 285                                                        | 284                                                        | 285                                                        |
| فاز المرشح توركوت أوزال بعد تخطيه حاجز الثلثين الكفيلة بإنتخابه رئيسا للجمهورية |                                                            |                                                            |                                                            |                                                            |